# Ocyale lanca
Ocyale lanca är en spindelart som först beskrevs av Karsch 1879.  Ocyale lanca ingår i släktet Ocyale och familjen vargspindlar.
Artens utbredningsområde är Sri Lanka. Inga underarter finns listade i Catalogue of Life.